# 14 Aurigae
14 Aurigae è un sistema stellare di magnitudine 5,01 situata nella costellazione dell'Auriga. Dista 269 anni luce dal sistema solare.

## Osservazione

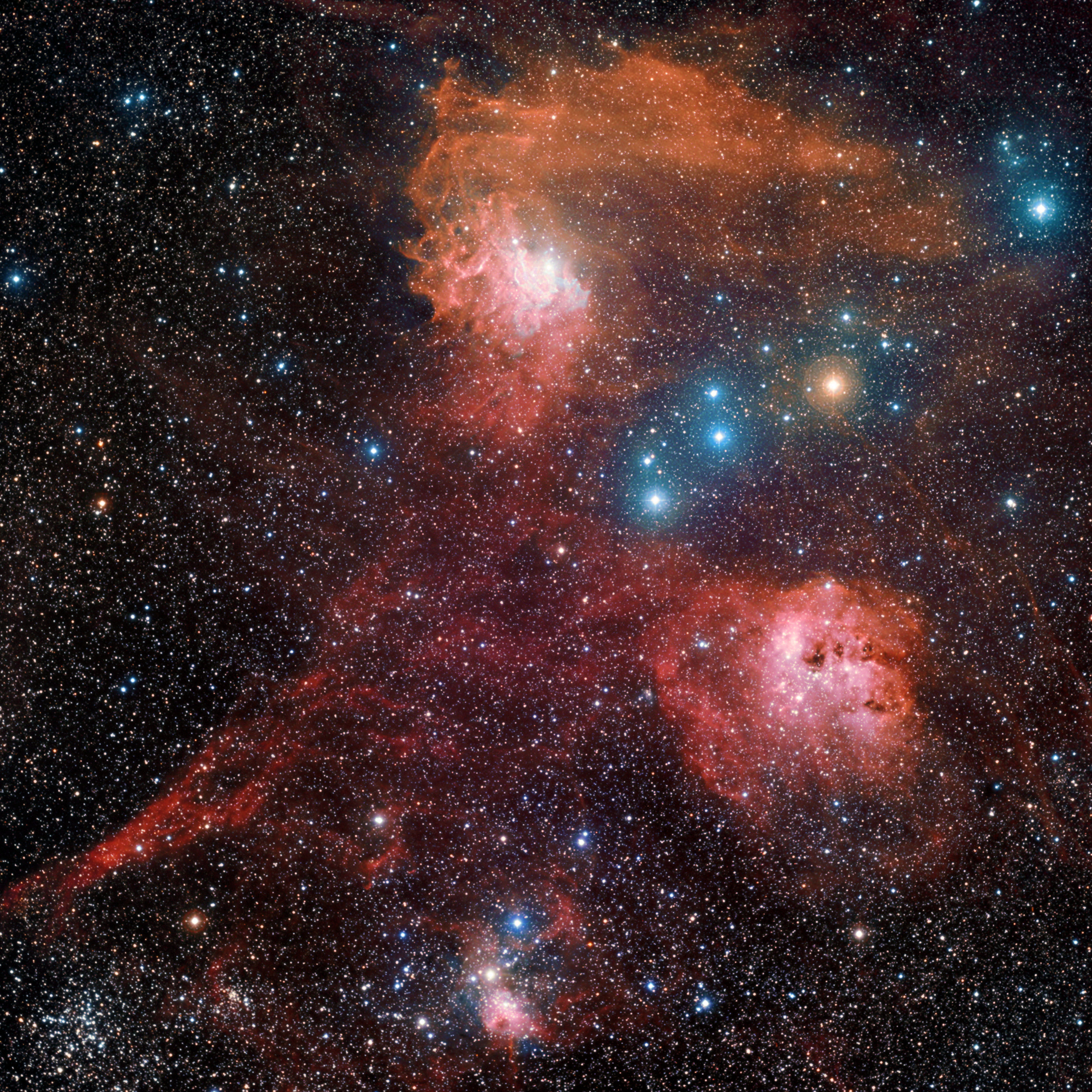
14 Aurigae è la stella (di colore azzurro) più brillante in prossimità dell'angolo superiore destro di questa regione di cielo ricca di nebulose e ammassi aperti.

Si tratta di una stella situata nell'emisfero celeste boreale. La sua posizione moderatamente boreale fa sì che questa stella sia osservabile specialmente dall'emisfero nord, in cui si mostra alta nel cielo nella fascia temperata; dall'emisfero australe la sua osservazione risulta invece più penalizzata, specialmente al di fuori della sua fascia tropicale. La sua magnitudine pari a 5 fa sì che possa essere scorta solo con un cielo sufficientemente libero dagli effetti dell'inquinamento luminoso.
Il periodo migliore per la sua osservazione nel cielo serale ricade nei mesi compresi fra fine ottobre e aprile; nell'emisfero nord è visibile anche per un periodo maggiore, grazie alla declinazione boreale della stella, mentre nell'emisfero sud può essere osservata limitatamente durante i mesi dell'estate australe.

## Caratteristiche fisiche
La stella principale è una bianca nella sequenza principale, tuttavia risulta essere una binaria spettroscopica, con la stella visibile che è una variabile Delta Scuti la cui luminosità varia di 0,08 magnitudini nell'arco di 2,11 ore. Le due componenti orbitano una attorno all'altra in un periodo di 3,7887 giorni.
Una compagna visuale catalogata come B dista 10 secondi d'arco dalla principale tuttavia non sembra che sia effettivamente legata gravitazionalmente alla coppia principale. La componente C, una stella di classe F, mostra invece un moto proprio comune nello spazio ed è anch'essa una binaria spettroscopia, con le componenti che ruotano attorno al comune centro di massa in 2,99 giorni. Esiste un'altra componente separata da 2" da C ed è una nana bianca. Non è chiaro se sia effettivamente legata alla coppia C, se lo fosse avrebbe un periodo orbitale di 1300 anni. In definitiva si tratta di un sistema almeno quadruplo, se non quintuplo.